# Rajons de Bauska
Le rajons de Bauska était situé au centre-sud de la Lettonie dans la région du Zemgale. Les rajons ont été supprimés par la réforme administrative de 2009.

## Population (2000)
Au recensement de l'an 2000, le district avait 53 197 habitants, dont :
- Lettons : 38 882 personnes, soit 73,09 %.
- Russes :  5 995 personnes, soit 11,27 %.
- Lituaniens :  3 610 personnes, soit 6,79 %.
- Biélorusses :  2 133 personnes, soit 4,01 %.
- Ukrainiens :  1 191 personnes, soit 2,24 %.
- Polonais :    827 personnes, soit 1,56 %.
- Autres :    559 personnes, soit 1,04 %.

La population lituanophone est, historiquement, très présente dans le district frontalier de la Lituanie. Les autres populations sont allogènes. 
Le terme Autres inclut notamment des ressortissants issus de l'ex-URSS (Estoniens, Moldaves...), ainsi que des Rroms.
Source :

## À voir
- Le château de Rundale
- musée "Lejenieki" - maison natale du poète et écrivain Vilis Plūdons